# Oleh Tiahnibok

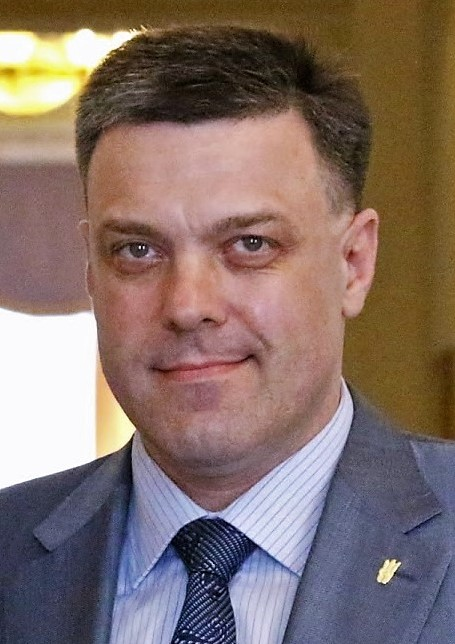
Oleh Tiahnibok en marzo de 2014.

Oleh Yaroslávovich Tiahnibok (en ucraniano: Олег Ярославович Тягнибок; 7 de noviembre de 1968) es un político ucraniano miembro de la Rada Suprema y líder del partido político ucraniano ultraderechista y ultranacionalista Svoboda. Con anterioridad, fue elegido presidente del Consejo de la óblast de Leópolis durante varias convocatorias. Además es un ferviente grecocatólico.

## Posición política
Tiahnibok considera Rusia como la mayor amenaza de Ucrania. Ha acusado a la Presidencia de Medvedev de "librar una guerra virtual contra Ucrania en muchos frentes, en la esfera de la información y el sector diplomático, dentro del comercio de energía y en el mundo de las relaciones publicas internacionales". Está a favor de la OTAN  y un Euroescepticismo blando. Según las encuestas, ambas posturas lo ponen en desacuerdo con la mayoría de los ucranianos. Tiahnibok también quiere privar a Crimea de su estatus autónomo y Sebastopol de su estatus especial.
Tiahnibok quiere introducir una sección de "origen étnico" en los pasaportes ucranianos, iniciar un régimen de visas con Rusia y exigir que los ucranianos aprueben una prueba de idioma ucraniano para trabajar en the civil service.
Tiahnibok quiere restablecer Ucrania como potencia nuclear. Cree que esto detendría la "guerra virtual rusa contra Ucrania".
Tiahnibok quiere que el ucraniano sea el idioma oficial del estado de Ucrania, pero también cree que no debería haber discriminación contra las minorías lingüísticas.

### Medios de comunicación
- Tyahnybok campaigning for the 2004 elections

- Datos: Q983874
- Multimedia: Oleh Tyahnybok / Q983874